# Tannbach
De Tannbach is een circa zes kilometer lange beek in Thüringen en Beieren.
De beek ontspringt ten oosten van de gemeente Gefell in het Thüringse Saale-Orla-Kreis. Vervolgens stroomt hij in zuidelijke richting door Gebersreuth voordat hij het dorp Mödlareuth bereikt. Hier speelde de beek tijdens de Duitse deling een belangrijke rol als zonegrens. Het beekje verdeelde het dorp in een bij de DDR behorend noordwestelijk deel en een bij de Bondsrepubliek Duitsland behorend zuidoostelijk deel. Tegenwoordig loopt hier de grens tussen de deelstaten Thüringen en Beieren. 
Na Mödlareuth stroomt de beek in zuidwestelijke richting verder, voordat hij bij Hirschberg in de Saale mondt.  
De naam van de beek is afgeleid van de denneboom (Tanne).
Tannbach is ook de naamgever van de door de ZDF uitgezonden gelijknamige film Tannbach – Schicksal eines Dorfes (Tannbach - De lotgevallen van een dorp) en de documentaire Tannbach - Die Dokumentation.

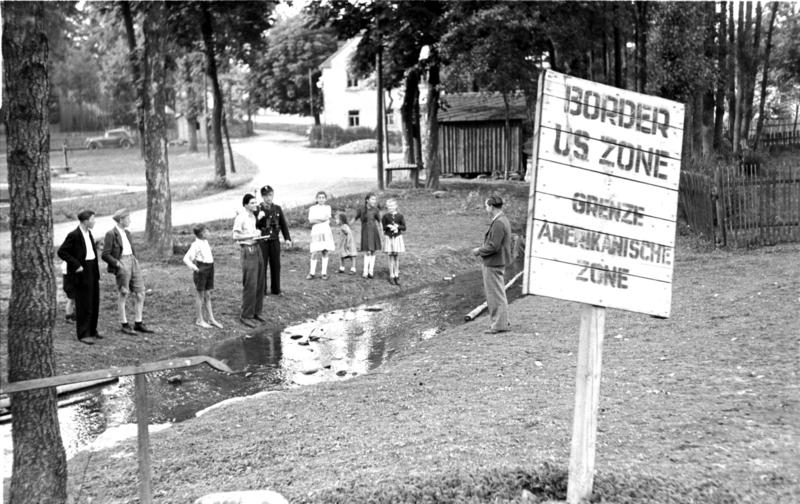
De beek bij Mödlareuth in 1949 als de zonegrens tussen oost en west
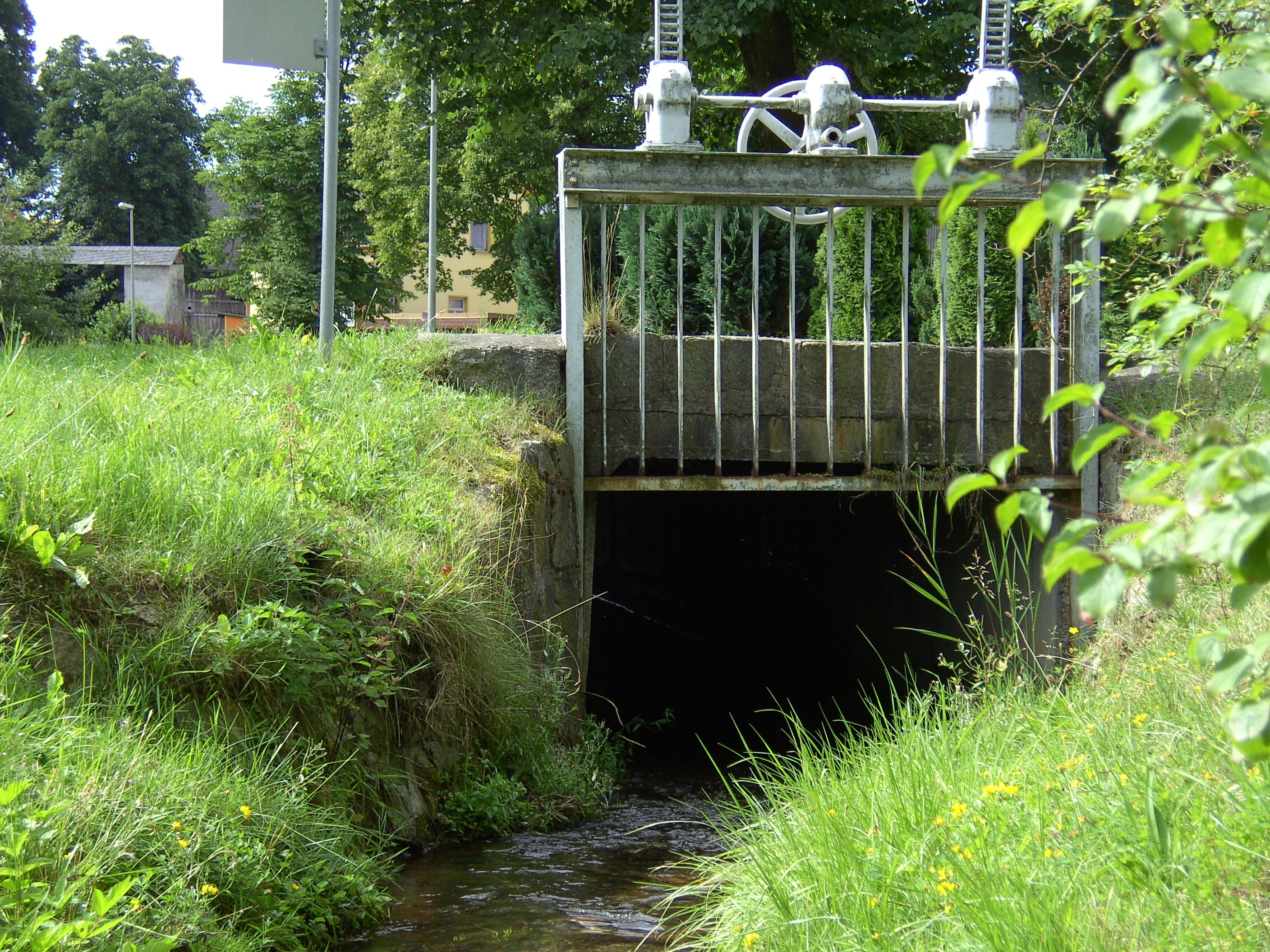
Stuw in de Tannbach op de voormalige grens in Mödlareuth
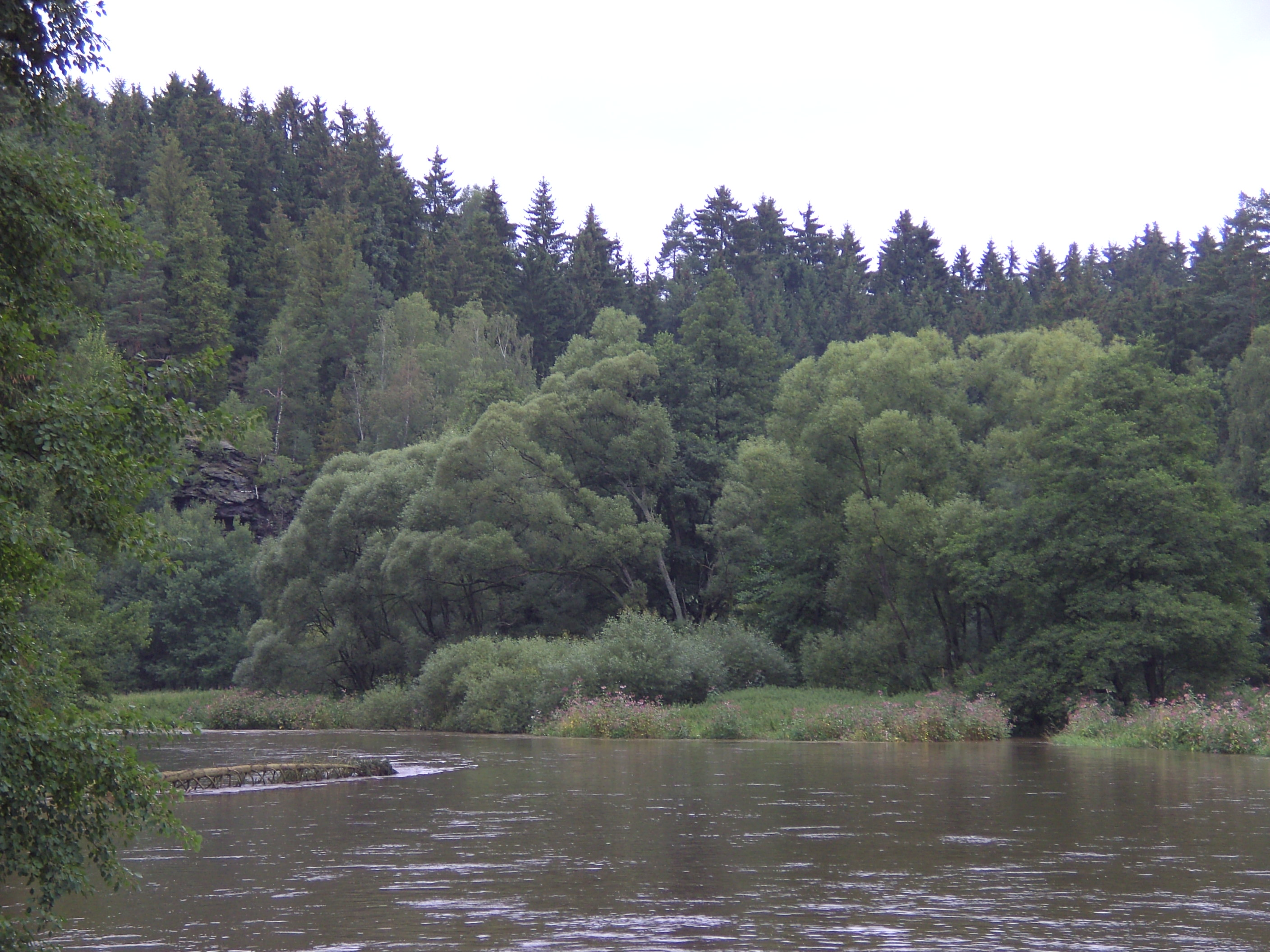
monding in de Saale (rechts aan de overkant rechts)